# Liste des cours d'eau du Kazakhstan
Cet article présente une liste des cours d'eau du Kazakhstan.
- Aïat
- Aïagouz
- Akan-Burluk
- Akkanbourlouk
- Aksu
- Aleï
- Arys
- Asa River
- Aschiagar
- Ayat
- Badam
- Belaïa Bérel
- Bolshoy Uzen
- Borolday
- Boukhtarma
- Bugun
- Byan
- Chagan (affluent de l'Irtych)
- Chagan (affluent de l'Oural)
- Charyn
- Chiderty
- Chu
- Emba
- Ichim
- Iessik
- Ilek
- Ili
- Iman-Burluk
- Irguiz
- Irtych
- Jabaï
- Kaldjir
- Kamistiaïat
- Kandissou
- Kapalr
- Каrа-Kenguir
- Karatal
- Katoun
- Keles
- Kigach
- Kokpekty
- Koksu
- Kolouton
- Kourtchoum
- Kurchum
- Lukina
- Narym
- Noor
- Nura
- O
- Ouba
- Oubagan
- Ouï
- Oulba
- Or
- Oural
- Outva
- Sary-Kenguir
- Saryssou
- Syr-Daria
- Sytasty
- Talas
- Tchar
- Tersakkan
- Tobol
- Togouzak
- Tourgaï
- Tourgousoun
- Tuolba
- Tourgaï
- Uba
- Ui